# Juliano Spadacio
Juliano Spadacio (n. 16 noiembrie 1980, Dracena, Brazilia) este un fotbalist brazilian care evoluează la echipa Hapoel Akko. În România a jucat la Rapid București.